# Eccellenza Umbria 1994-1995
Il campionato italiano di calcio di Eccellenza regionale 1994-1995 è il quarto organizzato in Italia. Rappresenta il sesto livello del calcio italiano ed il maggiore in ambito regionale.
Questo è il girone unico organizzato dal Comitato Regionale dell'Umbria.

## Stagione

### Aggiornamenti
Cambio di denominazione:
- da Nuova Spoleto a Spoleto

## Squadre partecipanti
| Squadra       | Città (provincia)                     | Stagione 1993-94                                      |
| ------------- | ------------------------------------- | ----------------------------------------------------- |
| Campitello    | Terni                                 | 9° in Eccellenza Umbria                               |
| Cannara       | Cannara (PG)                          | 3° in Promozione Umbria, ripescato                    |
| Deruta        | Deruta (PG)                           | 8° in Eccellenza Umbria                               |
| Ellera        | Ellera di Corciano (PG)               | 17º nel Campionato Nazionale Dilettanti/E, retrocessa |
| Ficullese     | Ficulle (TR)                          | 1° in Promozione Umbria, promossa                     |
| Foligno       | Foligno (PG)                          | 16º nel Campionato Nazionale Dilettanti/F, retrocesso |
| La Castellana | Bruna di Castel Ritaldi (PG)          | 12° in Eccellenza Umbria                              |
| Nestor        | Marsciano (PG)                        | 6° in Eccellenza Umbria                               |
| Ortana        | Orte (VT)                             | 13° in Eccellenza Umbria                              |
| San Secondo   | San Secondo di Città di Castello (PG) | 10° in Eccellenza Umbria                              |
| San Sisto     | San Sisto di Perugia                  | 3° in Eccellenza Umbria                               |
| Spoleto       | Spoleto (PG)                          | 2° in Promozione Umbria, ripescato                    |
| Stroncone     | Stroncone (TR)                        | 5° in Eccellenza Umbria                               |
| Tiberis       | Umbertide (PG)                        | 7° in Eccellenza Umbria                               |
| Torgiano      | Torgiano (PG)                         | 11° in Eccellenza Umbria                              |
| Valfabbrica   | Valfabbrica (PG)                      | 4° in Eccellenza Umbria                               |

## Classifica finale
|  | Pos. | Squadra       | Pt | G  | V  | N  | P  | GF | GS | DR  |
|  | ---- | ------------- | -- | -- | -- | -- | -- | -- | -- | --- |
|  | 1.   | Nestor        | 45 | 30 | 15 | 15 | 0  | 35 | 10 | +25 |
|  | 2.   | Torgiano      | 40 | 30 | 14 | 12 | 4  | 38 | 17 | +21 |
|  | 3.   | Ellera        | 34 | 30 | 12 | 10 | 8  | 45 | 37 | +8  |
|  | 4.   | San Sisto     | 34 | 30 | 12 | 10 | 8  | 36 | 32 | +4  |
|  | 5.   | Cannara       | 32 | 30 | 11 | 10 | 9  | 40 | 35 | +5  |
|  | 6.   | Spoleto       | 30 | 30 | 8  | 14 | 8  | 32 | 28 | +4  |
|  | 7.   | Tiberis       | 30 | 30 | 9  | 12 | 9  | 30 | 27 | +3  |
|  | 8.   | Foligno       | 29 | 30 | 7  | 15 | 8  | 24 | 27 | -3  |
|  | 9.   | Deruta        | 28 | 30 | 7  | 14 | 9  | 30 | 31 | -1  |
|  | 10.  | La Castellana | 28 | 30 | 5  | 18 | 7  | 28 | 33 | -5  |
|  | 11.  | Ficullese     | 28 | 30 | 8  | 12 | 10 | 31 | 37 | -6  |
|  | 12.  | Campitello    | 27 | 30 | 7  | 13 | 10 | 22 | 26 | -4  |
|  | 13.  | San Secondo   | 27 | 30 | 6  | 15 | 9  | 28 | 33 | -5  |
|  | 14.  | Valfabbrica   | 26 | 30 | 7  | 12 | 11 | 28 | 29 | -1  |
|  | 15.  | Ortana        | 22 | 30 | 4  | 14 | 12 | 22 | 40 | -18 |
|  | 16.  | Stroncone     | 20 | 30 | 6  | 8  | 16 | 21 | 48 | -27 |

Legenda:

      Promossa nel Campionato Nazionale Dilettanti 1995-1996.
      Ammessa ai play-off nazionali.
      Retrocessa in Promozione Umbria 1995-1996.
Regolamento:

Due punti a vittoria, uno a pareggio, zero a sconfitta.
A parità di punteggio valevano gli scontri diretti. In caso di pari merito in zona promozione e/o retrocessione si doveva giocare una gara di spareggio.